# 吉川猛夫
吉川 猛夫（よしかわ たけお、1912年（明治45年）3月7日 - 1993年（平成5年）2月20日）は、日本の海軍軍人。最終階級は海軍少尉。

## 経歴
愛媛県松山市出身。警察官・吉川菊一郎の長男として生まれる。松山中学を経て、1930年（昭和5年）4月、海軍兵学校（61期）に入学。1933年（昭和8年）11月、同校を卒業し「浅間」乗組となる。「由良」乗組を経て、1934年（昭和9年）10月から1935年（昭和10年）3月まで海軍水雷学校で講習員として学ぶが、1935年（昭和10年）1月から6月まで病休した。同年7月、海軍少尉に任官し横須賀鎮守府付に発令されるが、同年9月に待命、1936年（昭和11年）9月に休職。1938年（昭和13年）6月、予備役編入となり、同月、軍令部嘱託に発令。軍令部第三部第八課に配属された。
1941年（昭和16年）3月から1942年（昭和17年）8月まで、「森村正」の変名を名乗りホノルル領事館に勤務した。1942年（昭和17年）8月、軍令部勤務に発令、1944年（昭和19年）6月、召集解除となった。1944年（昭和19年）6月から1945年（昭和20年）8月まで日立製作所に勤めた。

## 人物
- 幼少時代は母乳を飲まなかったため、牛乳や重湯といった代用乳を与えられており、ひ弱な子供だった。だが父親は、医者と薬を断ったり激しい運動をさせたりなどといった厳しい教育を施した。その結果、自然と健康になっていったという。
- 軍令部第三部第五課長の山口文次郎大佐に呼ばれ、ホノルル総領事館員になり滞在するようにと言われた。口調は「相談」だったが、軍隊における上官からの「相談」とは「命令」と同義であったため、結局そのようにすることとなった。
- ホノルルでは、日本料亭「春潮楼」（現・「夏の家」）によく出入りしていたという。
- 1941年3月27日（現地時間）、ホノルルに到着。ホノルル滞在時は諜報活動を行っており、収集した情報は喜多長雄総領事の名で東京に暗号にして打電していた。また、その情報の多くは当時の日本軍において大いに役立つものであった。彼の正体は総領事以外誰も知らされず、彼の行動は何も知らない現地の日本人移民や日系人の善意を利用して行われた。最後の打電は1941年12月6日の第254番電で、太平洋戦争開戦（真珠湾攻撃）の6時間前に東京に届いた。真珠湾攻撃の事は何も知らされておらず、攻撃開始時は自宅で普段と変わらぬ朝食を摂っていた。開戦後は他の総領事館員とともに軟禁状態となった後アリゾナの収容所へ入れられたが、証拠不十分で正体が発覚することなく、1942年8月15日に日米の交換船を使用し、喜多総領事をはじめとする他の総領事館員とともに無事日本へ帰国した。日米開戦後のFBIの尋問は領事館にいた頃から吉川に集中した為、領事館の職員の多くが彼の正体に勘付き、中には聞こえるように彼への怨嗟の声を放つ者もいたという。
- 帰国後は海軍で日米の戦力を分析する仕事をしていたが、海軍内ですら根拠の無い情報が錯綜し日本有利としたがる風潮の中で疎んじられ、辞職願いを受理されぬまま実家に帰った。戦後、GHQが戦史を編纂する際に彼から聴取を行おうとした際には、「死ぬまで黙り通すべき」と言う上司を制してそれに応じた。真珠湾でスパイ行為を行ったのは自分一人だけである、と言うことを示して他の日系人への偏見を消す為と、アメリカ人にその執念を示して一泡吹かせる為であった。

## 著作
- 『東の風、雨―真珠湾スパイの回想』講談社、1963年。ASIN B000JAFJ7U。
- 『真珠湾のスパイ―太平洋戦争陰の死闘』協同出版〈協同ブックス〉、1973年。ASIN B000J9GIYY。
- 『真珠湾スパイの回想』朝日ソノラマ〈ソノラマ文庫 スパイ戦史シリーズ (1)〉、1985年4月。ISBN 978-4257171010。
- 『私は真珠湾のスパイだった』毎日ワンズ、2015年4月。ISBN 978-4901622837。新書判・2018年7月。ISBN 978-4909447012

## 評伝
- 児島襄『昭和16年12月8日』新潮社、1962年
  - 新版『昭和16年12月8日　日米開戦・ハワイ大空襲に至る道』文春文庫、1996年

## 映像メディア
- 『秘録第二次世界大戦　第6話　日米全面戦争へ』英国テムズ・テレビジョン、1973-74年